# Egidius de Francia
Egidius de Francia, noto anche come Magister Egidius, (fl. XIV secolo), è stato un compositore francese.

## Biografia
Potrebbe essere stato un monaco agostiniano poiché in una miniatura illustrata viene indicato come Magister Egidius Augustinus. Si ritiene probabile sia stato persona diversa da un altro Egidius, che era un poeta italiano contemporaneo.
Sue composizioni si trovano nel Manoscritto di Londra (British Library, #29987) e nel Manoscritto Estense/Modena alpha.M.5.24 (olim lat. 568) - meglio noto come ModA.